# Polyrhachis schlueteri
Polyrhachis schlueteri é uma espécie de formiga do gênero Polyrhachis, pertencente à subfamília Formicinae.